# Athlétisme aux Jeux méditerranéens de 2022
Navigation
Les compétitions d'athlétisme des Jeux méditerranéens de 2022 ont lieu à Oran en Algérie, du 30 juin au 3 juillet 2022, au sein du Stade Miloud-Hadefi.

## Résultats

### Hommes
| Épreuves          | Or                                                                                             | Argent                                                                               | Bronze                                                                    |
| ----------------- | ---------------------------------------------------------------------------------------------- | ------------------------------------------------------------------------------------ | ------------------------------------------------------------------------- |
| 100 m             | Jak Ali Harvey 10 s 15                                                                         | Ramil Guliyev 10 s 16                                                                | Ioannis Nyfantopoulos 10 s 28                                             |
| 200 m             | Ramil Guliyev 20 s 21 (SB)                                                                     | Diego Aldo Pettorossi 20 s 65                                                        | Daniel Rodríguez 20 s 78                                                  |
| 400 m             | João Coelho 45 s 41 (PB)                                                                       | Hamza Dair 45 s 65 (PB)                                                              | Abdennour Bendjemaa 46 s 06 (PB)                                          |
| 800 m             | Djamel Sedjati 1 min 44 s 52                                                                   | Yassine Hathat 1 min 44 s 79                                                         | Cătălin Tecuceanu 1 min 44 s 97 (SB)                                      |
| 1 500 m           | Azeddine Habz 3 min 41 s 65                                                                    | Abdelatif Sadiki 3 min 42 s 00                                                       | Ossama Meslek 3 min 42 s 49                                               |
| 5 000 m           | Soufiyan Bouqantar 13 min 36 s 12                                                              | Mohamed Farès 13 min 36 s 85                                                         | Italo Quazzola 13 min 37 s 63 (PB)                                        |
| Semi-marathon     | Mouhcine Outalha 1 h 4 min 5 s                                                                 | Benjamin Choquert 1 h 4 min 18 s                                                     | Soufiyan Bouqantar 1 h 4 min 56 s                                         |
| 110 m haies       | Milan Trajkovic 13 s 34 (CR)                                                                   | Amine Bouanani 13 s 38 (PB)                                                          | Enrique Llopis 13 s 47 (SB)                                               |
| 400 mètres haies  | Yasmani Copello 48 s 27 (CR, SB)                                                               | Ludvy Vaillant 48 s 83 (SB)                                                          | Abdelmalik Lahoulou 48 s 87 (SB)                                          |
| 3 000 m steeple   | Bilal Tabti 8 min 22 s 79                                                                      | Mohamed Tindouft 8 min 23 s 85                                                       | Hicham Bouchicha 8 min 23 s 95                                            |
| 4 × 100 m         | Italie Andrea Federici Matteo Melluzzo Diego Pettorossi Roberto Rigali 38 s 95 (SB)            | Turquie Jak Ali Harvey Kayhan Ozer Ramil Guliyev Ertan Ozkan 38 s 98 (SB)            | France Jerry Leconte Jérémy Leroux Yanis Ammour Dylan Vermont 39 s 08     |
| 4 × 400 m         | Algérie Abdennour Bendjemaa Mohamed Ali Gouaned Abdelmalik Lahoulou Slimane Moula 3 min 3 s 41 | Italie Pietro Pivotto Giuseppe Leonardi Lapo Bianciardi Matteo Raimondi 3 min 4 s 55 | Turquie Oguzhan Kaya Yasmani Copello Sinan Oren İsmail Nezir 3 min 4 s 55 |
| Saut en hauteur   | Bilel Afer 2,24 m (PB)                                                                         | Majd Eddine Ghazal 2,22 m                                                            | Hichem Bouhanoun 2,22 m (PB)                                              |
| Saut à la perche  | Ersu Şaşma 5,75 m (CR)                                                                         | Anthony Ammirati 5,65 m                                                              | Ioannis Rizos 5,60 m (PB)                                                 |
| Saut en longueur  | Augustin Bey 7,99 m                                                                            | Lazar Anić 7,80 m (SB)                                                               | Yasser Triki 7,80 m (SB)                                                  |
| Triple saut       | Yasser Triki 17,07 m (SB)                                                                      | Tobia Bocchi 16,93 m (SB)                                                            | Tiago Pereira 16,90 m (SB)                                                |
| Lancer du poids   | Armin Sinančević 21,29 m (CR, SB)                                                              | Asmir Kolašinac 20,37 m                                                              | Mohamed Magdi Hamza 20,35 m                                               |
| Lancer du disque  | Apóstolos Paréllis 63,59 m                                                                     | Martin Marković 62,49 m                                                              | Danijel Furtula 61,74 m                                                   |
| Lancer du marteau | Özkan Baltacı 74,34 m                                                                          | Alexandros Poursanidis 73,71 m (SB)                                                  | Giorgio Olivieri 72,18 m                                                  |
| Lancer du javelot | Leandro Ramos 82,23 m                                                                          | Ihab Abdelrahman 78,51 m                                                             | Felise Vahai Sosaia 76,45 m                                               |

### Femmes
| Épreuves          | Or                                                                                     | Argent                                                                        | Bronze                                                                              |
| ----------------- | -------------------------------------------------------------------------------------- | ----------------------------------------------------------------------------- | ----------------------------------------------------------------------------------- |
| 100 m             | Bassant Hemida 11 s 10 (CR)                                                            | Lorène Bazolo 11 s 36                                                         | Olivia Fotopoulou 11 s 42                                                           |
| 200 m             | Bassant Hemida 22 s 47 (CR)                                                            | Olivia Fotopoulou 23 s 01                                                     | Lorène Bazolo 23 s 20                                                               |
| 400 m             | Cátia Azevedo 51 s 24 (SB)                                                             | Anita Horvat 51 s 94 (SB)                                                     | Virginia Troiani 53 s 14                                                            |
| 800 m             | Ekaterina Guliyev 2 min 1 s 08 (SB)                                                    | Eloisa Coiro 2 min 1 s 40 (PB)                                                | Assia Raziki 2 min 1 s 44 (PB)                                                      |
| 1 500 m           | Aurore Fleury 4 min 13 s 03                                                            | Federica Del Buono 4 min 13 s 09                                              | Ludovica Cavalli 4 min 13 s 37                                                      |
| 5 000 m           | Yasemin Can 15 min 23 s 47                                                             | Rahma Tahiri 15 min 56 s 36                                                   | Leila Hadji 16 min 5 s 54                                                           |
| Semi-marathon     | Giovanna Epis 1 h 13 min 47 s                                                          | Hanane Qallouj 1 h 13 min 53 s                                                | Rkia El Moukim 1 h 14 min 5 s                                                       |
| 100 mètres haies  | Solenn Compper 12 s 92 (PB)                                                            | Nicla Mosetti 13 s 22                                                         | Elisávet Pesirídou 13 s 23                                                          |
| 400 mètres haies  | Rebecca Sartori 55 s 75                                                                | Camille Séri 56 s 01                                                          | Noura Ennadi 56 s 45 (PB)                                                           |
| 3 000 m steeple   | Luiza Gega 9 min 14 s 29 (CR, NR)                                                      | Marwa Bouzayani 9 min 29 s 11                                                 | Ikram Ouaaziz 9 min 32 s 87 (PB)                                                    |
| 4 × 100 m         | Italie Irene Siragusa Gloria Hooper Aurora Berton Johanelis Herrera Abreu 43 s 68      | France Mallory Leconte Éloïse De La Taille Gémima Joseph Wided Atatou 44 s 63 | Chypre Dafni Georgiou Marianna Pisiara Filippa Fotopoulou Olivia Fotopoulou 45 s 10 |
| 4 × 400 m         | Italie Anna Polinari Virginia Troiani Raphaela Lukudo Giancarla Trevisan 3 min 29 s 93 | Slovénie Agata Zupin Jerneja Smonkar Maja Pogorevc Anita Horvat 3 min 31 s 51 | Turquie Şevval Ayaz Ekaterina Guliyev Tuğba Toptaş Büşra Yıldırım 3 min 43 s 13     |
| Saut en hauteur   | Marija Vuković 1,92 m                                                                  | Tatiána Goúsin 1,90 m (SB)                                                    | Marta Morara 1,87 m (PB)                                                            |
| Saut en longueur  | Milica Gardašević 6,67 m                                                               | Esraa Owis 6,54 m                                                             | Evelise Veiga 6,54 m                                                                |
| Triple saut       | Neja Filipič 14,16 m                                                                   | Tuğba Danışmaz 14,05 m                                                        | Tessy Ebosele 13,63 m                                                               |
| Lancer du disque  | Marija Tolj 64,71 m                                                                    | Liliana Cá 63,62 m                                                            | Özlem Becerek 61,96 m                                                               |
| Lancer du marteau | Laura Redondo 69,97 m                                                                  | Kıvılcım Kaya 69,82 m (SB)                                                    | Zouina Bouzebra 65,45 m (PB)                                                        |
| Lancer du javelot | Adriana Vilagoš 60,22 m                                                                | Eda Tuğsuz 59,30 m (SB)                                                       | Alizée Minard 56,22 m                                                               |

## Légende
Records et Performances
- AR : Record continental (area record)
- CR : Record des championnats (championship record)
- MR : Record du meeting (meet record)
- NR : Record national (national record)
- OR : Record olympique (olympic record)
- PR : Record paralympique (paralympic record)
- PB : Record personnel (personal best)
- SB : Meilleure performance personnelle de la saison (season's best)
- WL : Meilleure performance mondiale de l'année (world leader)
- WJR : Record du monde junior (world junior record)
- WR : Record du monde (world record)

Circonstances et Conditions
- DNF : N'a pas terminé (did not finish)
- DNS : N'a pas pris le départ (did not start)
- DQ : Disqualification (disqualification)
- NM : Aucun essai valable enregistré (No Mark)
- Q : Qualifié « directement » au prochain tour (ou à la prochaine compétition), lors d'une compétition majeure, grâce au classement ou à la réalisation des minima (automatic qualifier)
- q : Qualifié au prochain tour (ou à la prochaine compétition), lors d'une compétition majeure, grâce au repêchage ou à la réalisation de l'une des meilleures performances parmi celles des « non qualifiés directement » (grâce au meilleur temps ou à la meilleure distance par exemple) (secondary qualifier)